# Ilesia falcata
Ilesia falcata är en insektsart som beskrevs av Ronald Gordon Fennah 1947. Ilesia falcata ingår i släktet Ilesia och familjen Flatidae. Inga underarter finns listade i Catalogue of Life.